# Panthera pardus kotiya
El leopardo de Ceilán o de Sri Lanka (Panthera pardus kotiya), es una de las 8/9 subespecies de leopardo reconocidas internacionalmente nativa de Sri Lanka. Es conocido coloquialmente como Kotiya que es el nombre que se le da en el idioma sinhala al tigre, al que en un principio se le confundió con el leopardo y generalizándose su uso por la población.
Un estudio reciente descubrió que aunque el leopardo de Ceilan está en peligro de extinción, cuenta con una de las densidades más grandes del mundo en el parque nacional Yala. Otro de los parques en la que es fácil su observación es en el parque nacional Wilpattu. Esto se debe a que en estas zonas no tiene que compartir su hábitat con otros competidores dominantes.

## Descripción
Su pelaje es amarillo rojizo, estampado con rosetones y manchas oscuras. Las hembras promedian un peso de 29 kg mientras que los machos promedian un peso de 56 kg pudiendo incluso llegar hasta los 77.

## Hábitat
Solamente se puede encontrar en Sri Lanka, donde es el predador superior. Hasta hace poco se sabía muy poco sobre este animal pero estudios en curso (The Leopard project- The Wilderness and Wildlife Conservation Trust, www.wwct.org) indican que todavía se encuentran distribuidos por los espacios protegidos y no protegidos de la isla. Habitan en selvas tropicales, bosques húmedos y zonas áridas de matorral.

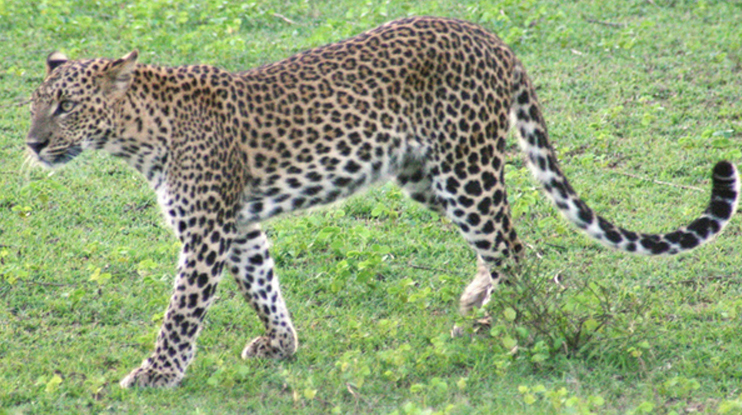
Leopardo de Ceilán.

## Alimentación
Como la mayor parte de los leopardos mantiene una dieta variada que incluye desde pequeños mamíferos, pájaros y reptiles a monos, sambar, jabalíes y ciervos. Los machos adultos pueden incluso llegar a depredar sobre búfalos que matan con un certero mordisco en la garganta.

## Biología
No es más social ni menos nocturno que otras subespecies de leopardos. Es un cazador solitario, con la excepción de hembras y jóvenes. Ambos sexos viven en territorios solapados, encontrándose varias hembras con territorios pequeños solapados con territorios más grandes de machos. Las camadas son de alrededor de dos crías, que pueden darse a lo largo de todo el año con un descenso en la estación seca. No acostumbran a subir a sus presas a lo alto de los árboles por la ausencia (aparte del hombre) de depredadores dominantes.

## Amenazas

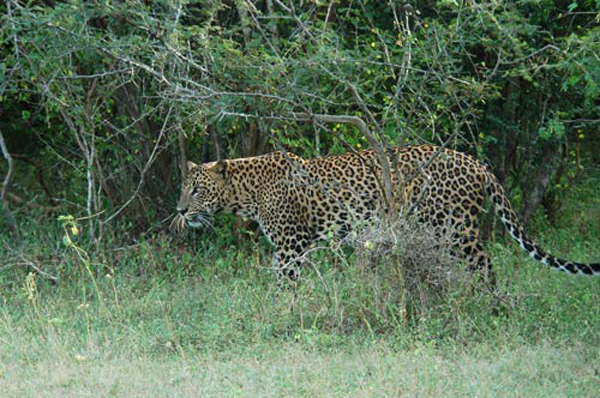
Leopardo de Ceilán en libertad.

Ha estado amenazado sobre todo por la caza ilegal, pérdida de hábitat y la persecución a la que era sometido. Pero a pesar de estas amenazas, es sumamente adaptable a estos cambios y es capaz de vivir en la proximidad de núcleos habitados. Los años de malestar han obstaculizado los esfuerzos de conservación, sobre todo en el parque nacional Wilpattu y las regiones del este en pugna entre las fuerzas del gobierno y LTTE (Liberation Tiger Tamils of Eelam, grupo armado separatista tamil).